# Wchłanianie pokarmu
Wchłanianie pokarmu – pobieranie substancji pokarmowych przez powierzchnię błon śluzowych i błon komórkowych, np. wchłanianie produktów trawienia w jelicie. Zachodzi dzięki pracy komórek, głównie ich swoistej wybiórczości, wspomagane jest przez procesy dyfuzji i osmozy.
Niewielkie cząsteczki obojętne elektrycznie bądź rozpuszczalne w tłuszczach przenikają bezpośrednio przez błonę komórkową zgodnie z gradientem stężeń. Jony i większe cząsteczki (np. glukoza, aminokwasy) przenikają przez błonę na zasadzie transportu aktywnego. U człowieka podstawowa część wchłaniania składników pokarmowych ma miejsce w jelicie cienkim (dwunastnica, jelito czcze i jelito kręte).
Tylko nieliczne substancje wchłaniane są w innych częściach przewodu pokarmowego: jama ustna, żołądek, jelito grube.

## Wchłanianie w przewodzie pokarmowym

### jama ustna
- cyjanek
- nikotyna
- alkohol
- hormony zwierzęce
- nitrogliceryna

### żołądek
- alkohol
- salicylany
- cyjanki
- woda
- sole mineralne
- roztwory glukozy

### jelito cienkie
jest głównym miejscem wchłaniania produktów trawienia, może odbywać się to na drodze dyfuzji lub transportu aktywnego
na drodze dyfuzji wchłaniane jest:
do naczyń krwionośnych
- sole mineralne
- jony jednowartościowe
- witaminy C, B2, B6
- fruktoza

do naczyń limfatycznych:
- kwasy tłuszczowe poniżej 13 atomów węgla
- witaminy A, D, E, K

na drodze transportu aktywnego wchłaniane jest:
do naczyń krwionośnych:
- aminokwasy
- glukoza
- jony dwuwartościowe
- witamina B12
- kwas foliowy
- puryny
- pirymidyny

do naczyń limfatycznych
- kwasy tłuszczowe o długich łańcuchach węglowych
- mono- i diglicerydy

Produkty trawienia tłuszczów wchłaniane są w postaci miceli. Natomiast w komórkach nabłonka zachodzi ich resynteza – powstają trójglicerydy otoczone białkiem tzw. chylomikrony, które wchłaniane są do naczyń limfatycznych.

### jelito grube
- woda
- alkohol
- niektóre leki (np. paracetamol, piramidon)
- narkotyki
- witaminy z grupy B (B1), K i H